# 基只乡
基只乡，是中华人民共和国四川省凉山彝族自治州布拖县下辖的一个乡镇级行政单位。2021年1月12日，将原联补乡联补村、特典村所属行政区域划归基只乡管辖。

## 行政区划
基只乡下辖以下地区：
基只村、多木村、黑西村、尔布村和老古村。